# Pecset
I Pecseti erano una tribù anglosassone che viveva nell'area centro-settentrionale del Peak District (vedi Monti Pennini), in Inghilterra. 

## Etnografia
Potrebbero essere stati discendenti della tribù celtica dei Briganti, diventando poi un popolo anglosassone in seguito al contatto con queste genti. I loro primi insediamenti nel Derbyshire, odierno Peak District, furono di Angli dell'ovest, tribù che avanzò lungo le valli dei fiumi Derwent e Dove nel VI secolo. Presso i popoli locali furono conosciuti come Pecseti. In seguito il loro territorio fece parte della parte settentrionale della Mercia.